# Kódó Nakano
Kódó Nakano, (* 8. března 1993) je japonský zápasník–judista, který reprezentuje Filipíny. Pochází z multikulturní rodiny, otec Japonec, matka Filipínka. Žije v Tokiu, kde se připravuje pod vedením Jasuhira Satóa. V roce 2016 dosáhl dodatečně na asijskou kontinentální kvótu pro účast na olympijských hrách v Riu, potom co asijskou kontinentální kvótu nevyužil Íránský olympijský výbor. Na olympijských hrách v Riu startoval v polostřední váze a vypadl v prvním kole.